# Experience the Divine: Greatest Hits
Experience the Divine: Greatest Hits — сборник лучших песен американской певицы Бетт Мидлер, вышедший в 1993 году.

## Об альбоме
Хотя некоторые сборники лучших песен Мидлер, такие как The Best of Bette (1978), The Best of Bette (1981), Just Hits (1987), выходили ранее в Великобритании, континентальной Европе, Скандинавии, Австралии, Новой Зеландии и Японии на протяжении 1970-х и 1980-х годов, до 1993 года не было издано ни одного официального сборника в США и Канаде.
Альбом включал в себя одну новую запись — песню «One for My Baby (and One More for the Road)». За выступление с этой песней на программе «The Tonight Show Starring Johnny Carson» в 1992 году певица получила премию «Эмми».
Сборник достиг пиковой пятидесятой позиции в чарте Billboard 200 в 1993 году и спустя три года получил платиновую сертификацию за миллион проданных копий в США.
В 1996 году он был повторно выпущен в Европе, Австралии и Новой Зеландии с немного изменённым трек-лист, в том числе в издание попали хиты «Favorite Waste of Time» и кавер-версия The Rolling Stones «Beast of Burden» из альбома 1983 года No Frills. Переиздание также включало две версии хит-сингла «To Deserve You» из студийного альбома Мидлер Bette of Roses 1995 года. Альбом занял первое место в Нидерландах и третье в Австралии, Новой Зеландии и Великобритании.

## Список композиций
| №                   | Название                                             | Автор(ы)                                               | Из альбома                 | Длительность |
| ------------------- | ---------------------------------------------------- | ------------------------------------------------------ | -------------------------- | ------------ |
| 1.                  | «Hello in There»                                     | Джон Прайн                                             | The Divine Miss M (1972)   | 4:17         |
| 2.                  | «Do You Want to Dance?»                              | Бобби Фримен                                           | The Divine Miss M (1972)   | 2:44         |
| 3.                  | «From a Distance»                                    | Джули Голд                                             | Some People’s Lives (1990) | 4:37         |
| 4.                  | «Chapel of Love»                                     | Джефф Барри, Элли Гринвич, Фил Спектор                 | The Divine Miss M (1972)   | 2:53         |
| 5.                  | «Only in Miami»                                      | Макс Гроненталь                                        | No Frills (1983)           | 3:57         |
| 6.                  | «When a Man Loves a Woman»                           | Эндрю Райт, Келвин Льюис                               | The Rose (1979)            | 4:42         |
| 7.                  | «The Rose» (Single Version)                          | Аманда Макбрум                                         | The Rose (1979)            | 3:40         |
| 8.                  | «Miss Otis Regrets»                                  | Коул Портер                                            | Some People’s Lives (1990) | 2:39         |
| 9.                  | «Shiver Me Timbers» (Live)                           | Том Уэйтс                                              | Live at Last (1977)        | 4:42         |
| 10.                 | «Wind Beneath My Wings»                              | Джефф Силбар, Ларри Хенли                              | Beaches (1988)             | 4:52         |
| 11.                 | «Boogie Woogie Bugle Boy»                            | Дон Рэй, Хью Принс                                     | The Divine Miss M (1972)   | 2:19         |
| 12.                 | «One for My Baby (and One More for the Road)» (Live) | Гарольд Арлен, Джонни Мерсер, Марк Шайман, Бетт Мидлер | Неизданная ранее           | 4:06         |
| 13.                 | «Friends»                                            | Марк Клингман, Баззи Лингхарт                          | The Divine Miss M (1972)   | 2:55         |
| 14.                 | «In My Life» (Single Version)                        | Джон Леннон, Пол Маккартни                             | For the Boys (1991)        | 3:12         |
| Общая длительность: | Общая длительность:                                  | Общая длительность:                                    | Общая длительность:        | 51:35        |

| №                   | Название                                             | Автор(ы)                                               | Из альбома                 | Длительность |
| ------------------- | ---------------------------------------------------- | ------------------------------------------------------ | -------------------------- | ------------ |
| 1.                  | «To Deserve You» (Single Mix)                        | Мария Макки                                            | Bette of Roses (1995)      | 4:11         |
| 2.                  | «Beast of Burden»                                    | Мик Джаггер, Кит Ричардс                               | No Frills (1983)           | 3:48         |
| 3.                  | «Favorite Waste of Time»                             | Маршалл Кеншоу                                         | No Frills (1983)           | 2:40         |
| 4.                  | «Hello in There»                                     | Джон Прайн                                             | The Divine Miss M (1972)   | 4:17         |
| 5.                  | «Do You Want to Dance?»                              | Бобби Фримен                                           | The Divine Miss M (1972)   | 2:44         |
| 6.                  | «From a Distance»                                    | Джули Голд                                             | Some People’s Lives (1990) | 4:37         |
| 7.                  | «Chapel of Love»                                     | Джефф Барри, Элли Гринвич, Фил Спектор                 | The Divine Miss M (1972)   | 2:53         |
| 8.                  | «Only in Miami»                                      | Макс Гроненталь                                        | No Frills (1983)           | 3:57         |
| 9.                  | «When a Man Loves a Woman»                           | Эндрю Райт, Келвин Льюис                               | The Rose (1979)            | 4:42         |
| 10.                 | «The Rose» (Single Version)                          | Аманда Макбрум                                         | The Rose (1979)            | 3:40         |
| 11.                 | «Miss Otis Regrets»                                  | Коул Портер                                            | Some People’s Lives (1990) | 2:39         |
| 12.                 | «Shiver Me Timbers» (Live)                           | Том Уэйтс                                              | Live at Last (1977)        | 4:42         |
| 13.                 | «Wind Beneath My Wings»                              | Джефф Силбар, Ларри Хенли                              | Beaches (1988)             | 4:52         |
| 14.                 | «Boogie Woogie Bugle Boy»                            | Дон Рэй, Хью Принс                                     | The Divine Miss M (1972)   | 2:19         |
| 15.                 | «One for My Baby (and One More for the Road)» (Live) | Гарольд Арлен, Джонни Мерсер, Марк Шайман, Бетт Мидлер | Неизданная ранее           | 4:06         |
| 16.                 | «Friends»                                            | Марк Клингман, Баззи Лингхарт                          | The Divine Miss M (1972)   | 2:55         |
| 17.                 | «In My Life» (Single Version)                        | Джон Леннон, Пол Маккартни                             | For the Boys (1991)        | 3:12         |
| 18.                 | «To Deserve You» (Album Version)                     | Мария Макки                                            | Bette of Roses (1995)      | 5:13         |
| Общая длительность: | Общая длительность:                                  | Общая длительность:                                    | Общая длительность:        | 66:27        |

## Чарты
| Хит-парад (1993—2000)            | Высшая позиция |
| -------------------------------- | -------------- |
| Австралия (ARIA)                 | 3              |
| Австрия (Ö3 Austria)             | 35             |
| Великобритания (UK Albums Chart) | 3              |
| Германия (Offizielle Top 100)    | 67             |
| Ирландия (IRMA)                  | 63             |
| Канада (RPM Top Albums/CDs)      | 27             |
| Нидерланды (Album Top 100)       | 1              |
| Новая Зеландия (RMNZ)            | 3              |
| США (Billboard 200)              | 50             |

| Хит-парад (1993)                   | Позиция |
| ---------------------------------- | ------- |
| Австралия (ARIA)                   | 28      |
| Великобритания (OCC)               | 20      |
| Новая Зеландия (Recorded Music NZ) | 34      |

## Продажи и сертификации
| Регион                                                      | Сертификация  | Продажи    |
| ----------------------------------------------------------- | ------------- | ---------- |
| Австралия (ARIA)                                            | 2× Платиновый | 140 000^   |
| Великобритания (BPI)                                        | Платиновый    | 300 000^   |
| Канада (Music Canada)                                       | Золотой       | 50 000^    |
| Нидерланды (NVPI)                                           | Платиновый    | 100 000^   |
| Новая Зеландия (RMNZ)                                       | Золотой       | 7500^      |
| США (RIAA)                                                  | Платиновый    | 1 000 000^ |
| ^ Данные о тиражах приведены только на основе сертификации. |               |            |